# 金特·赫尔曼 (1960年)
金特·赫尔曼（德語：Günter Hermann，1960年12月5日—），德国前男子足球运动员，场上位置是中场。他曾代表西德国家队参加1990年国际足联世界杯，结果队伍获得冠军。